# Axbergs kyrka

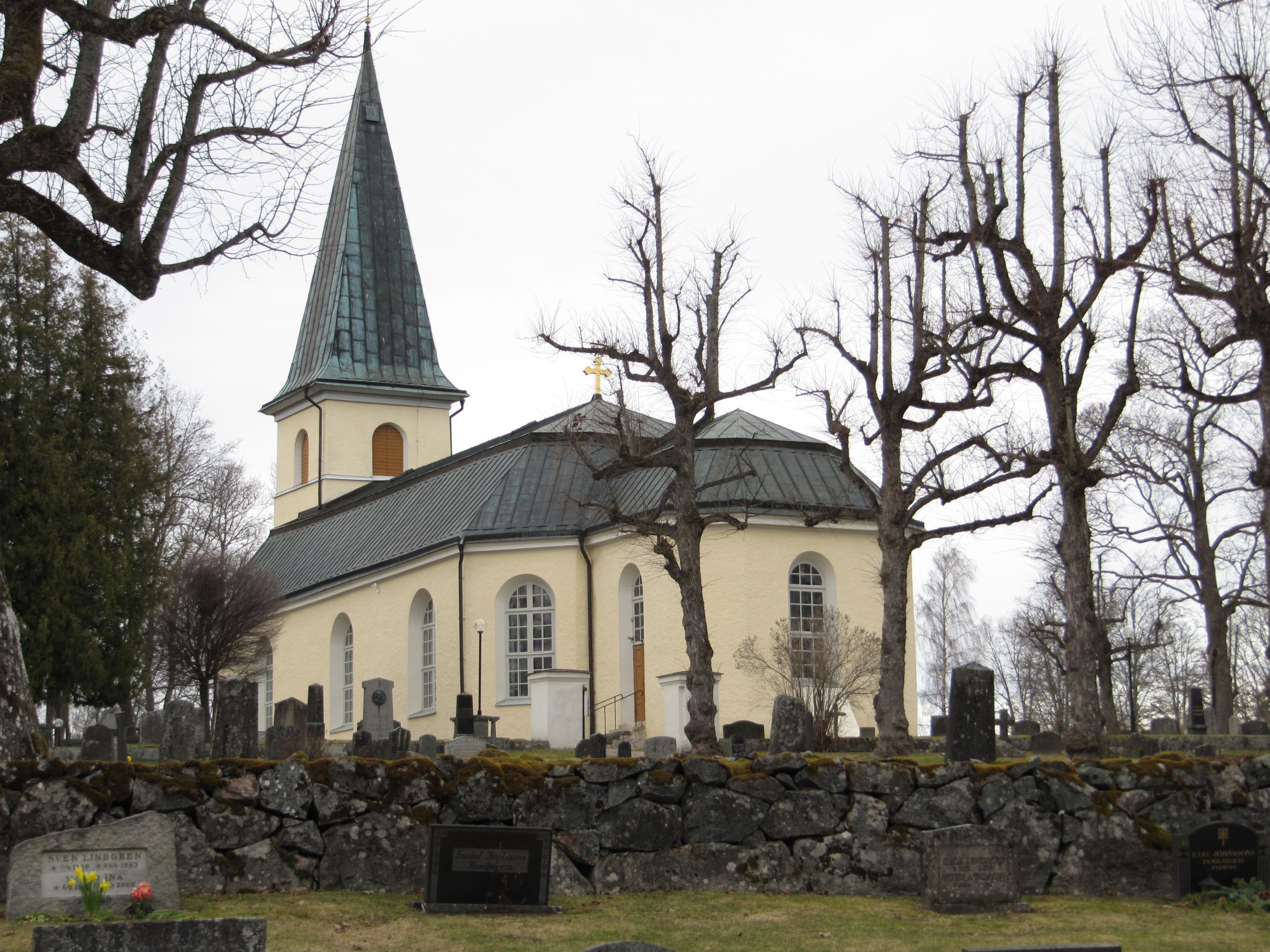
Axbergs kyrka från kyrkogården.

Axbergs kyrka är en kyrkobyggnad i Axberg i Strängnäs stift. Den är församlingskyrka i Axbergs församling inom Norra Närkes kontrakt.

## Kyrkobyggnaden
Axbergs kyrka har medeltida rötter. Dess äldsta delar, bl.a. tornet, stammar från 1100-talets senare hälft och går i romansk stil. Kyrkan byggdes om på 1680-talet. I början av 1760-talet revs det gamla långhuset, och ett nytt invigdes 1763. 1860 och 1904-05 ägde renoveringar rum. År 1936-37 gjordes åter en grundlig renovering, varvid väggarna vitkalkades. Den ursprungliga predikstolen från 1600-talet framtogs då. Dopplats i koret ordnades 1968, och koppartaket tillkom 1971.
På 1760-talet uppfördes tre stigluckor. Av dessa återstår en.

## Inventarier

### Altaret
Nuvarande altartavlan skänktes av familjen på Axbergshammars bruk 1686. Den togs åter i bruk i samband med en restaurering 2003. En tidigare altartavla är en oljemålning - Nattvarden. Man trodde förr den var utförd av Pehr Hörberg. Detta har visat sig vara fel. Altarbordet tillverkades år 1844 av Per Bengtsson i Kumla, Hovsta. Antependiet är skänkt av baron Åkerhielm på Dylta bruk, och sytt där. Kormattan är vävd av Ateljé Tre bäckar, Varnhem.

### Predikstolen
Predikstolen byggdes på 1600-talet.

### Dopfunten
Dopfunten är från 1683 är i kalksten. Den hittades på kyrkvinden i skärvor och togs åter i bruk i samband med renoveringen 2003. En tidigare dopfunt från 1968 var av vit marmor och tillverkad av AB Yxhult. Ovanför dopfunten finns en glasdekoration utförd av Lars Hellsten.

### Dekorationerna
Ett epitafium från 1500-talet på södra väggen inköptes år 2003, och är en gåva från Axbergshammars bruk. En madonnaskulptur, utförd av Ivan Holy, finns i korets norra fönster, och skänktes av församlingsbor på 1990-talet.

### Ljuskronorna
Det finns fyra ljuskronor. Den äldsta är daterad 1613, skänkt av svavelbruksbokhållaren i Dylta bruk Ertwins Herweg år 1684. En ljusring, ritad av arkitekt Jerk Alton, placerades 2003 i koret.

### Orgeln
- 1868 bygger Erik Adolf Setterquist, Örebro en orgel med 10 stämmor.
- Den nuvarande orgeln är byggd 1937 av E A Setterquist & Son, Örebro. Orgeln är pneumatisk och har tre fria kombinationer och registersvällare. Fasaden är från 1868 års orgel.

| Huvudverk I    | Svällverk II        | Pedal      | Koppel   |
| Borduna 16´    | Basetthorn 8´       | Subbas 16´ | I/P      |
| Principal 8´   | Rörflöjt 8´         | Ekobas 16´ | II/P     |
| Flöjt 8´       | Salicional 8´       | Borduna 8´ | II/I     |
| Borduna 8´     | Violin 8'           | Oktava 4´  | I 16'/I  |
| Octava 4'      | Gemshorn 4'         |            | I 4'/I   |
| Flöjt 4'       | Kvinta 2 2/3'       |            | II 4'/I  |
| Oktava 2'      | Waldflöjt 2'        |            | II 4'/II |
| Cornett 3 chor | Ters 1 3/5'         |            |          |
| Trumpet 8'     | Sesquialtera 2 chor |            |          |
|                | Oboe 8'             |            |          |
|                | Crescendosvällare   |            |          |

### Mässhakar
Kyrkan förfogar över en mässhake av mönstrad sidanbrokad från 1700-talets första hälft.

### Nattvardskärl
En kalk med paté skänktes av J. Bengtsson och J. Gaddelius år 1671. En kanna skänktes testamentariskt av Bastian Geijer och Kristina Barkhausen år 1701. En oblatask, tillverkad av Lars Beckman i Örebro skänktes av prosten Paul Ernest 1724. En dopskål tillverkad av S. Halling i Örebro 1796.

## Axbergs prästgård
Prästgården ligger invid kyrkan. Den ena flygeln härstammar troligen från 1600-talet, men huvudbyggnaden är uppförd 1783.

### Webbkällor
- Axbergs kyrka på Svenska Kyrkans webbplats